# مارتو بویچف
مارتو بویچف (انگلیسی: Marto Boychev؛ زادهٔ ۱۵ مارس ۲۰۰۸) بازیکن فوتبال اهل بلغارستان است که در حال حاضر برای زسکا ۱۹۴۸ در پست هافبک بازی می‌کند.
وی همچنین در تیم‌های ملی فوتبال زیر ۱۵ سال، زیر ۱۶ سال، زیر ۱۷ سال، زیر ۱۹ سال و زیر ۲۱ سال بلغارستان بازی کرده است.